# Victoria Wohl
Victoria Wohl (* 14. Dezember 1966) ist eine US-amerikanische Klassische Philologin.

## Leben
Wohl erhielt 1988 ihren BA (The ecstatic prophetess in rite and literature. The Pythia, the sibyls, and Cassandra) vom Harvard College sowie 1990 den MA und 1994 den PhD (Too intimate commerce: exchange, gender and subjectivity in Greek tragedy) von der University of California, Berkeley. Sie unterrichtete an der Ohio State University und der University of Texas at San Antonio und forschte am Center for Hellenic Studies sowie am Institute for Advanced Study. 2006 wechselte sie an die University of Toronto, Classics Department.

## Schriften (Auswahl)
- Intimate Commerce. Exchange, Gender, and Subjectivity in Greek Tragedy. Austin 1998, ISBN 0-292-79113-5.
- Love Among the Ruins. The Erotics of Democracy in Classical Athens. Princeton 2002, ISBN 0-691-09522-1.
- Law’s Cosmos. Juridical Discourse in Athenian Forensic Oratory. Cambridge 2010, ISBN 0-521-11074-2.
- Euripides and the Politics of Form. Princeton 2015, ISBN 978-0-691-16650-6.